# Neuermark-Lübars
Neuermark-Lübars is een plaats en voormalige gemeente in de Duitse deelstaat Saksen-Anhalt, en maakt deel uit van de Landkreis Stendal.
Neuermark-Lübars telt 354 inwoners.